# Beaulieu, Indre

Beaulieu este o comună în departamentul Indre, Franța. În 1 ianuarie 2022 avea o populație de 51 de locuitori.